# Johann von Vogel
Johann von Vogel (* 30. August 1798 in Nürnberg; † 10. März 1870 in Ansbach) war ein deutscher Jurist und Politiker.

## Leben
Als Sohn eines Kaufmanns und Handelsmanns geboren, studierte Vogel nach dem Besuch des Gymnasiums in Nürnberg Rechtswissenschaften in Erlangen. Während seines Studiums war er 1817 Mitgründer der Alten Erlanger Burschenschaft. Nach seinem Studium war er als Rechtspraktikant, ab 1824 als Staatskonkurs und ab 1831 als Aktuar am Landgericht Markt Erlbach tätig. 1834 wurde er Zweiter Assessor am Landgericht Cadolzburg und 1836 Ziviladjunkt am Landgericht Markt Erlbach. 1845 wurde er Landrichter am Landgericht Dinkelsbühl und 1854 Regierungsrat bei der Regierung von Mittelfranken. 1862 wurde er nebenbei Vorstand des protestantischen Konsistoriums in Ansbach, 1865 in Bayreuth. 1863 wurde er Regierungsdirektor bei der Regierung von Oberfranken. 1866 war er königlicher bayerischer Ministerverweser des Staatsministers des Innern. 1866 ging er in den Ruhestand.

## Ehrungen
- 1865: Verdienstorden der Bayerischen Krone, Ritterkreuz